# Nedre Ålsjön
Nedre Ålsjön är en sjö i Katrineholms kommun och Nyköpings kommun i Södermanland och ingår i Kilaåns huvudavrinningsområde. Sjön har en area på 0,152 kvadratkilometer och ligger 57,2 meter över havet.

## Delavrinningsområde
Nedre Ålsjön ingår i det delavrinningsområde (651840-153354) som SMHI kallar för Utloppet av Virlången. Medelhöjden är 69 meter över havet och ytan är 20,32 kvadratkilometer. Räknas de 7 avrinningsområdena uppströms in blir den ackumulerade arean 116 kvadratkilometer. Avrinningsområdets utflöde Kilaån mynnar i havet. Avrinningsområdet består mestadels av skog (81 procent). Avrinningsområdet har 3,06 kvadratkilometer vattenytor vilket ger det en sjöprocent på 15 procent.